# Kvartetten som sprängde
Kvartetten som sprängde var en svensk instrumentalmusikgrupp som kommit att inräknas i 1970-talets progressiva musikrörelse. 1973 gavs deras enda album Kattvals ut på vilket man kan skönja influenser av främst Santana men även svenska grupper som Fläsket brinner och Hansson & Karlsson. Samma år kompade de även Bernt Staf på hans album Valhall.

## Diskografi
- 1973 – Kattvals (Gump 5)